# 斯坦頓 (密蘇里州)
斯坦頓（英語：Stanton）是位於美國密蘇里州富蘭克林縣的普查規定居民點。

## 歷史
斯坦頓的郵局自1857年營運至今。

## 人口
根據2020年美國人口普查的數據，斯坦頓的面積為8.47平方千米，皆為陸地。當地共有人口366人，而人口密度為每平方千米43.21人。